# موریس اوانز (بازیکن فوتبال، زاده۱۹۳۶)
موریس اوانز (انگلیسی: Maurice Evans; ۲۲ سپتامبر ۱۹۳۶ – ۱۸ اوت ۲۰۰۰) بازیکن فوتبال اهل بریتانیا بود.
از باشگاه‌هایی که در آن بازی کرده‌است می‌توان به باشگاه فوتبال ردینگ اشاره کرد.